# 南京大学中华民国史研究中心
南京大学中华民国史研究中心（简称“民国史中心”）是南京大学的中华民国史研究机构。

## 历史
南京大学的中华民国史研究始于1974年。1983年南京大学历史研究所设立中华民国史研究室，拥有研究便利条件（参见中国第二历史档案馆）。1985年研究室主任张宪文主编的《中华民国史纲》出版。1993年6月18日，为推进研究，在中共中央党史研究室原副主任李新倡议下，民国史中心正式成立。
南京大学中华民国史研究中心江西分中心，2017年6月22日在上饶师范学院揭牌成立。